# Betty Okino
Betty Okino (Entebbe, Uganda, 4 de junio de 1975) es una gimnasta artística nacida ugandesa nacionalizada estadounidense, dos veces subcampeona del mundo en 1991 y 1992.

## Carrera deportiva
En el Mundial de Indianápolis 1991 gana la plata en el concurso por equipos —tras la Unión Soviética y Rumania— y el bronce en la viga de equilibrio, tras las soviéticas Svetlana Boginskaya, Tatiana Gutsu y empatada con la rumana Lavinia Milosovici.
En los JJ. OO. de Barcelona (España) 1992 gana el bronce en equipo, tras el Equipo Unificado y Rumania.
Además en el Mundial de París 1992 gana la plata en asimétricas, tras la rumana Lavinia Milosovici y por delante de otra rumana Mirela Pasca.